# Unión General Tunecina de Estudiantes
La Unión General Tunecina de Estudiantes (en francés: Union générale tunisienne des étudiants, abreviada como UGTE) es una organización sindical independiente de cualquier partido u organización política. Su misión es defender los intereses materiales, morales y pedagógicos de los estudiantes en las universidades tunecinas. Fundada en abril de 1985 en la Universidad de Túnez, la UGTE se rige bajo el lema: Unidad, Lucha, Independencia

## Historia
En una reunión celebrada en la Facultad de Derecho de Túnez el 15 de noviembre de 1984, un grupo de estudiantes islamistas lanzó el proyecto 'Por un estudiantado libre' con el objetivo de resolver la crisis sindical del sector estudiantil. El 22 de marzo de 1985, la Alianza de Unidad Sindical, en la cual los estudiantes islamistas constituían la mayoría, anunció la organización de elecciones para el Congreso General. Entre el 18 y el 20 de abril, el Congreso tuvo lugar en la Facultad de Ciencias de Túnez, donde se consolidó finalmente en la creación de una nueva organización estudiantil llamada 'Unión General Tunecina de Estudiantes' (UGTE), encabezada por estudiantes islámicos en colaboración con estudiantes independientes[cita requerida]
La Unión General Tunecina de Estudiantes fue reconocida como organización estudiantil legal en mayo de 1988. Desde la fecha de su fundación, este gremio, que a menudo incluye tanto estudiantes islámicos como independientes, se ha convertido en un la principal organización estudiantil, lo que ha llevado al otro gremio al vacío, que convocó en 1988 a un grupo de corrientes políticas, especialmente los Luchadores Democráticos Nacionales ( Mod), el Partido Nacional Democrático Unido (Watad) y los Demócratas Patrióticos. La universidad (y el taj) se apresuraron a organizar la 18.ª conferencia extraordinaria, a reestructurar su sindicato, y solo pasaron unos meses hasta que el "mod" se retiró de la reunión. En las elecciones al consejo científico de marzo de 1990, la Unión logró un aplastante éxito sobre sus competidores al ganar 70 escaños frente a 3 . El 25 de marzo de 1991 las autoridades o el partido de gobierno acusaron a la Unión General de Estudiantes de Túnez de poseer y ocultar un arsenal de armas. El Tribunal de Primera Instancia de Túnez suspendió sus actividades el 26 de abril y fue acusada por el gobierno de ser el ala estudiantil del movimiento islámico Ennahda, y su disolución fue firmada por el tribunal el 8 de julio de 1991.[cita requerida]
Después de la revolución tunecina , se creó la Asociación de Mayores de la Unión General de Estudiantes de Túnez, que es una asociación amiga que tiene como objetivo vincular a los veteranos de la unión y realizar actividades de carácter social, cultural y recreativo para ellos y sus familias, así como cooperar con asociaciones similares. La junta directiva está compuesta por el presidente Souad Abdel Rahim, Fathi Al-Ghazwani (secretario general), Fathi Jabnouni (tesorero), Adel Thabeti (secretario general adjunto), Jamila Al-Shamali (tesorero adjunto). El reconocimiento de esta asociación tuvo lugar el 11 de junio de 2011, mientras simpatizantes de la Unión General de Estudiantes de Túnez se manifestaban en universidades tunecinas para exigir el retorno de esta unión y presentarla como víctima del antiguo régimen.
El quinto congreso tuvo lugar en la Facultad de Ciencias de Túnez los días 13 y 14 de abril de 2013, con la participación de cerca de 400 delegados. En la sesión de apertura estuvieron presentes antiguos miembros de la UGTE, entre ellos sus dos primeros secretarios generales, Abdelkrim Harouni y Abdellatif Mekki (ambos dirigentes de Ennahdha), además de Samir Ben Amor, dirigente del Congreso por la República, Abdelwahab El Hani, presidente del partido Al Majd, y Mohamed Goumani, presidente del Partido de la Reforma y el Desarrollo. Los congresistas eligieron un nuevo comité ejecutivo de trece miembros, incluyendo a una sola estudiante.
En el sexto congreso, organizado en Sfax en marzo de 2015, la UGTE celebró por primera vez un congreso fuera de Túnez. El séptimo congreso, realizado en Monastir en marzo de 2017, culminó en la elección de un nuevo comité ejecutivo compuesto por quince miembros, entre ellos tres estudiantes mujeres. El 1 de marzo de 2018, la UGTE ganó las elecciones de los consejos científicos con 266 escaños de un total de 542, es decir, el 49 % del total, mientras que la UGET obtuvo 147 escaños, un 27 %, y el resto, 127 escaños, correspondió a estudiantes independientes o pertenecientes a otras organizaciones.
En las elecciones de los consejos científicos celebradas el 12 de noviembre de 2024, la UGTE obtuvo, según las cifras del Ministerio de Enseñanza Superior e Investigación Científica, 244 escaños de un total de 532, representando el 46 %, frente a los 156 escaños obtenidos por la UGET, que representan el 29 %, mientras que los estudiantes independientes obtuvieron 132 escaños

## Mártires de la unión
Tras el gran impulso que disfrutó la Unión en los años noventa y finales de los ochenta, 6 años después de su fundación, las fuerzas policiales de represión del régimen tunecino lanzaron una gran campaña de detenciones y atentados contra la Unión y sus combatientes, que desembocó en la caída de muchos mártires dentro y fuera de los muros universitarios. La unión fue temporalmente disuelta en 1991, contando con varios muertos entre sus filas, como: 
| - Muhammad Aref Al-Alawi (fallecido en 1997). - Faisal Barakat (nacido el 4 de mayo de 1966, fallecido el 11 de octubre de 1991). - Lotfi El-Aidoudi. - Abdul Wahed Al Abdali. - Amer Dakkashi (fallecido en junio 1991). | - Othman bin Mahmoud. - Adnan Bensaïd (fallecido el 8 de mayo de 1991), en la Facultad de Ciencias de Túnez - Ahmed El Omari (fallecido el 8 de mayo 1991) en la Escuela Nacional de Ingenieros de Túnez - Mustafa Al-Hajlawi (nacido en 1964 y muerto el 27 de mayo de 1987). - Al-Hadi Al-Barhoumi (fallecido el 3 de enero de 1984). |

## Conferencias
| Conferencia | Fecha                       | Lugar                                                         | secretario general                    |
| ----------- | --------------------------- | ------------------------------------------------------------- | ------------------------------------- |
| 1           | 18-20 de abril de 1985      | Facultad de Ciencias de Túnez                                 | Abdul Karim Al Harouni                |
| 2           | 17-18 de diciembre de 1986  | Facultad de Ciencias de Túnez / Facultad de Medicina de Túnez | Abdul Karim Al Harouni                |
| 3           | 20 al 22 de enero de 1989   | Facultad de Derecho de Túnez El Manar                         | Abdul Latif Al-Makki                  |
| 4           | 1 a 2 de diciembre de 1990  | Facultad de Derecho de Túnez El Manar                         | Najm Al-Din Al-Hamrouni               |
| 5           | 13 -14 de abril de 2013     | Facultad de Ciencias de Túnez                                 | Rashid Al-Kahlani                     |
| 6           | 14 -16 de marzo de 2015     | Facultad de Ciencias de Sfax                                  | Rashid Al-Kahlani y Haitham Al-Tamimi |
| 7           | 19 al 21 de marzo de 2017   | Facultad de Farmacia de Monastir                              | Najm Al-Din Al-Falihi                 |
| 8           | 17-19 de marzo de 2019      | Complejo universitario en Tataouine                           | Hamza Akaishi                         |
| 9           | 15-17 de octubre de 2021    | Facultad de Ciencias de Bizerte                               | Aymen Badri                           |
| 10          | 15-17 de septiembre de 2023 | Facultad de Ciencias Económicas y de Gestión de Susa          | Wassim Ben Massoud                    |

## Elección de asesoramiento científico
Cada año se celebran elecciones en todas las universidades tunecinas bajo la supervisión del Ministerio de Enseñanza Superior e Investigación Científica de Túnez. La Unión General de Estudiantes Tunecinos (UGET) y la Unión General de Estudiantes de Túnez (UGET) son los principales contendientes y los favoritos en estas elecciones. Desde 2014, la Unión General de Estudiantes Tunecinos ha logrado obtener la mayoría de los escaños 
| Año  | %     | Rango | Escaños |
| ---- | ----- | ----- | ------- |
| 2012 | 31,4  | 2     | 152     |
| 2013 | 14,2  | 2     | 78      |
| 2014 | 37,4  | 1     | 193     |
| 2015 | 44,9  | 1     | 203     |
| 2016 | 45,17 | 1     |         |
| 2017 | 50    | 1     |         |
| 2018 | 49    | 1     |         |
| 2019 | 45    | 1     | 240     |
| 2020 | 51,7  | 1     | 296     |
| 2021 | 49,1  | 1     | 270     |
| 2022 | 37    | 1     | 194     |
| 2023 | 49    | 1     | 263     |
| 2024 | 46    | 1     | 244     |